# 城門駅
城門駅（きどえき）は、かつて岐阜県可児郡兼山町（現・可児市）にあった名古屋鉄道八百津線の駅である。

## 歴史
- 1930年（昭和5年）4月30日：東美鉄道伏見口 - 兼山間開業に際し開設。
- 1943年（昭和18年）3月1日：合併により名古屋鉄道東美線の駅となる。
- 1944年（昭和19年）：営業休止。
- 1948年（昭和23年）5月16日：線名改称により、八百津線の駅となる。
- 1969年（昭和44年）4月5日：廃止。

## 利用状況
『岐阜県統計書』によると、年間乗車人員、降車人員は以下の通りである。
| 年度     | 乗車人員（人） | 降車人員（人） | 出典  |
| -------- | -------------- | -------------- | ----- |
| 1930年度 | 9,453          | 8,721          | [ 3 ] |
| 1931年度 |                |                |       |
| 1932年度 |                |                |       |
| 1933年度 |                |                |       |
| 1934年度 | 6,157          | 5,840          | [ 4 ] |
| 1935年度 | 6,856          | 6,622          | [ 1 ] |

## 隣の駅
名古屋鉄道
八百津線
兼山口駅 - 城門駅 - 兼山駅